# Budilovina
Budilovina (cyr. Будиловина) – wieś w Serbii, w okręgu rasińskim, w gminie Brus. W 2011 roku liczyła 253 mieszkańców.